# Venustiano Carranza, Bochil
Venustiano Carranza är en ort i Mexiko.   Den ligger i kommunen Bochil och delstaten Chiapas, i den sydöstra delen av landet, 700 km öster om huvudstaden Mexico City. Venustiano Carranza ligger 1 447 meter över havet och antalet invånare är 747.
Terrängen runt Venustiano Carranza är kuperad åt nordost, men åt sydväst är den bergig. Runt Venustiano Carranza är det ganska tätbefolkat, med 116 invånare per kvadratkilometer. Närmaste större samhälle är Bochil, 5,6 km nordost om Venustiano Carranza. I omgivningarna runt Venustiano Carranza växer huvudsakligen savannskog.